# Заслуженный спасатель Российской Федерации
«Заслу́женный спаса́тель Росси́йской Федера́ции» — почётное звание, входящее в систему государственных наград Российской Федерации.

## Основания для присвоения
Звание «Заслуженный спасатель Российской Федерации» присваивается гражданам Российской Федерации, осуществляющим деятельность по проведению аварийно-спасательных работ, за личные заслуги:
- в поддержании органов управления, сил и средств аварийно-спасательных служб, аварийно-спасательных формирований в постоянной готовности к выдвижению в зоны чрезвычайных ситуаций и проведению работ по ликвидации чрезвычайных ситуаций;
- в ликвидации чрезвычайных ситуаций на обслуживаемых объектах или территориях;
- в разработке планов предупреждения и ликвидации чрезвычайных ситуаций на обслуживаемых объектах и территориях, а также нормативных документов по вопросам организации и проведения аварийно-спасательных и других неотложных работ;
- в пропаганде знаний в области защиты населения и территорий от чрезвычайных ситуаций, участии в подготовке населения к действиям в условиях чрезвычайных ситуаций;
- в создании, внедрении и освоении новой спасательной техники;
- в подготовке квалифицированных кадров для аварийно-спасательных служб и аварийно-спасательных формирований.

Почётное звание «Заслуженный спасатель Российской Федерации» присваивается, как правило, не ранее чем через 20 лет в календарном исчислении с начала осуществления трудовой (служебной) деятельности в аварийно-спасательных службах или аварийно-спасательных формированиях и при наличии у представленного к награде лица ведомственных наград (поощрений) федерального органа государственной власти или органов государственной власти субъектов Российской Федерации.

## Порядок присвоения
Почётные звания Российской Федерации присваиваются указами Президента Российской Федерации на основании представлений, внесённых ему по результатам рассмотрения ходатайства о награждении и предложения Комиссии при Президенте Российской Федерации по государственным наградам.

## История звания
Почётное звание «Заслуженный спасатель Российской Федерации» установлено Указом Президента Российской Федерации от 30 декабря 1995 года № 1341 «Об установлении почётных званий Российской Федерации, утверждении положений о почётных званиях и описания нагрудного знака к почётным званиям Российской Федерации». Тем же указом утверждено первоначальное Положение о почётном звании, в котором говорилось:
Почётное звание «Заслуженный спасатель Российской Федерации» присваивается присваивается высокопрофессиональным работникам спасательных служб за заслуги в предотвращении и ликвидации последствий аварий, катастроф и стихийных бедствий, разработке и освоении новой спасательной техники, воспитании и обучении кадров, работающим в спасательных службах 10 и более лет в календарном исчислении.
В настоящем виде Положение о почётном звании утверждено Указом Президента Российской Федерации от 7 сентября 2010 года № 1099 «О мерах по совершенствованию государственной наградной системы Российской Федерации».

## Нагрудный знак
Нагрудный знак имеет единую для почётных званий Российской Федерации форму и изготавливается из серебра высотой 40 мм и шириной 30 мм. Он имеет форму овального венка, образуемого лавровой и дубовой ветвями. Перекрещенные внизу концы ветвей перевязаны бантом. На верхней части венка располагается Государственный герб Российской Федерации. На лицевой стороне, в центральной части, на венок наложен картуш с надписью — наименованием почётного звания.
На оборотной стороне имеется булавка для прикрепления нагрудного знака к одежде. Нагрудный знак носится на правой стороне груди.